# Pećarska
Pećarska (cyr. Пећарска) – wieś w Czarnogórze, w gminie Bijelo Polje. W 2011 roku liczyła 139 mieszkańców.